# Чжэн Ицзин
Чжэн Ицзи́н (кит. трад. 鄭怡靜, упр. 郑怡静, пиньинь Zhèng Yíjìng; род. 15 февраля 1992, Гуйжэнь, уезд Тайнань) — спортсменка из Тайваня, игрок в настольный теннис, неоднократный призёр чемпионатов и Кубков мира по настольному теннису, участница Олимпийских игр 2016 года в Рио-де-Жанейро.

## Биография
Первый крупный успех на международной арене пришёл к Чжэн Ицзин в 2006 году на ITTF World Junior Circuit в Калькутте, где она выиграла золотую медаль в одиночном разряде. Через три года Чжэн Ицзин повторила свой успех в Гонконге.
Первое золото среди взрослых Чжэн Ицзин завоевала в 2010 году в парном разряде на этапе ITTF World Tour в Нью-Дели. В том же году она стала бронзовой призёркой в парах на ITTF World Tour Grand Finals в Сеуле. Всего Чжэн Ицзин трижды завоевывала золото в парном разряде на этапах ITTF World Tour.
В 2016 году Чжэн Ицзин приняла участие в Олимпийских играх в Рио-де-Жанейро, где в одиночном разряде дошла до стадии четвертьфиналов.
В августе 2016 года Чжэн Ицзин впервые вошла в десятку сильнейших игроков мира по версии ITTF.
Чжэн Ицзин дважды завоевывала медали чемпионатов мира — в 2016 году бронзу в командном разряде и в 2017 году серебро в смешанном разряде. Так же она завоевала три медали в одиночном разряде на Кубках мира — серебро в 2016 году и бронзу в 2017 и 2018 годах.
Студентка магистратуры факультета физического воспитания католическиого университета Фужэнь.

## Стиль игры
Чжэн Ицзин правша, играет в атакующем стиле европейской хваткой.